# Carasobarbus luteus
Carasobarbus luteus är en fiskart som först beskrevs av Heckel, 1843.  Carasobarbus luteus ingår i släktet Carasobarbus och familjen karpfiskar. Inga underarter finns listade.